# Barracuda

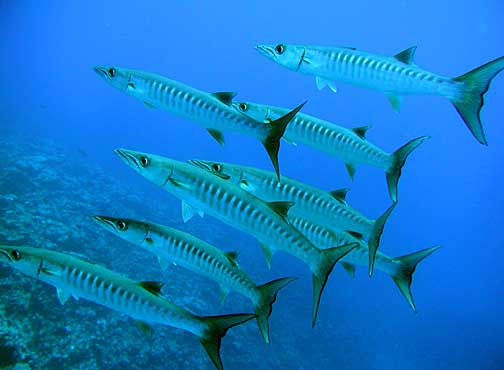
Banc de barracudes

La barracuda (Sphyraena barracuda) és un peix teleosti de la família dels esfirènids i de l'ordre dels perciformes.

## Morfologia
Pot arribar a 200 cm de llargària total.

## Alimentació
Menja peixos, cefalòpodes i gambes.

## Distribució geogràfica
Es troba a les costes dels oceans Índic i Pacífic (des de les costes del Mar Roig i de l'Àfrica oriental fins a les de les Hawaii, Illes Marqueses i Tuamotu), a l'Atlàntic occidental (des de Massachusetts, Bermuda i el Carib fins al Brasil) i a l'Atlàntic oriental (Sierra Leone, Costa d'Ivori, Togo, Nigèria, Senegal, Mauritània i São Tomé).